# 단성면 (단양군)
단성면(丹城面)은 대한민국 충청북도 단양군의 면이다. 1985년까지 단양읍이 있었던 곳으로 지금의 단양읍 지역과 구별하기 위해 구단양이라고도 불린다.

## 개요
단성면은 1985년 충주댐이 완공되기 전까지 단양군의 옛군청 소재지였으며, 단양팔경 중 5경(상선암, 중선암, 하선암, 구담봉, 옥순봉)이 위치하고 있다. 대부분의 지역이 국립공원구역으로 지정되어 있을 만큼 청정한 계곡과 기암괴석으로 이루어진 수려한 자연경관은 찾는 이로 하여금 탄성을 자아 내게 하고 있다.

## 역사
- 1985년 : 충주댐 건설로 인해 단양읍 소재지가 신단양으로 이전되고 본래 지역에 구단양출장소 설치
- 1992년 : 구단양출장소가 단성면으로 승격되면서 북상리, 북하리, 상방리, 중방리, 하방리, 외중방리, 장회리, 두항리, 고평리, 양당리, 벌천리, 회산리, 가산리, 대잠리 15개리를 관할하게 됨

## 행정 구역
| 법정리   | 행정리           | 비고                   |
| -------- | ---------------- | ---------------------- |
| 가산리   | 가산1리, 가산2리 |                        |
| 고평리   | 고평리           |                        |
| 대잠리   | 대잠리           |                        |
| 두항리   | 두항리           |                        |
| 벌천리   | 벌천리           |                        |
| 북상리   | 북상리           |                        |
| 북하리   | 북하리           |                        |
| 상방리   | 상방리           | 면 행정복지센터 소재지 |
| 양당리   | 양당리           |                        |
| 외중방리 | 외중방리         |                        |
| 장회리   | 장회리           |                        |
| 중방리   | 중방리           |                        |
| 하방리   | 하방리           |                        |
| 회산리   | 회산리           |                        |